# إشعاع مؤين

شكل يوضح تأثيرات الإشعاعات المؤينة على الوسط الذي تمر فيه

الإشعاعات المؤينة للوسط الذي تمر فيه، هي إشعاعات ذات طاقة عالية تعمل على تأيين الوسط الذي تمر فيه بسبب اصطدام الشعاع بذرات الوسط مما يؤدي إلى طرد بعض إلكترونات الذرات وتكوّن الأيونات في الوسط. من هذه الأشعة الجسيمات الأولية مثل الإلكترونات والبروتونات والنيوترونات وأشعة ألفا التي هي عبارة عن نواة ذرة الهيليوم. كما توجد بين الأشعة الكهرومغناطيسية أنواع تتميز بطاقة عالية، فوق عدة (eV) مثل الأشعة السينية وأشعة غاما تتسبب في تأين الوسط الذي تمر فيه مثل الغازات والسوائل والمواد الصلبة، وأجسام الكائنات الحية. ولهذا فالإشعاعات المؤينة ضارة بالصحة إذا تعدت كميتها حدودا معينة.وهذا يحتم عدم الإسراف في الكشف الطبي بالأشعة السينية.